# Frantz Hvass
Frantz Hvass, född 1 oktober 1824 i Frederikshavn, död 12 december 1890 i Köpenhamn, var en dansk personhistoriker och agronom.
Hvass avlade 1850 juridisk ämbetsexamen och anställdes året efter i danska Justitieministeriet, där han avancerade till kontorschef. Av hälsoskäl tvingades han 1864 att ta avsked och flyttade då till Frederiksdal vid Randers. År 1877 sålde han gården och köpte den lilla egendomen "Rolighed" utanför Randers. Förutom några småskrifter om olika samhällsfrågor, skrev Hvass, som hade stort personhistoriskt intresse, en större skrift, Samlinger af meddelelser om personer og familier af navnet Hvass, varav första delen utkom 1861, medan femte och sista delen avslutades först dagen innan hans död.
Hvass hade även stort intresse för lantbruket och valdes 1886 till ordförande för Randers Amtshusholdningsselskab. I denna egenskap inriktade han sig på inrättandet av kreaturs- och hästavelsföreningar. Det var i hög grad hans förtjänst (jämte Ingo Marius Friis) att detta viktiga föranstaltande till djurskötselns främjande snabbt slog igenom i Danmark. Han utgav flera, broschyrer om avelsföreningar, och vid hans död var enbart i Randers amt inte färre än 76 kreaturs- och 13 hästavelsföreningar inordnade under Amtshusholdningsselskabet.